# Ptačinec (rod)
Ptačinec (Stellaria) je rod, který zahrnuje asi 190 druhů kvetoucích rostlin z čeledi hvozdíkovitých.

## Popis
Druhy rodu Stellaria jsou poměrně malé byliny s jednoduchými protilehlými listy. Vytváří malé květy s 5 kališními lístky a 5 bílými okvětními lístky, každý je obvykle hluboce rozštěpený. Tyčinek je 10 nebo méně. 

### Použití
Některé druhy, včetně ptačince prostředního, který je široce rozšířen po celé severní polokouli, se využívají jako listová zelenina. Přidávají se často syrové do salátů.
Jedná se také o oblíbenou potravu pěnkav a mnoha dalších ptáků, kteří se živí semeny. Ptačince také slouží jako živné rostliny larvám některých druhů motýlů.
Několik blízce příbuzných rostlin označovaných jako ptačinec, které však postrádají kulinářské vlastnosti rodu Stellaria, patří do rodu rožec.

## Druhy
Do rodu Stellaria jsou řazeny následující druhy:
- Stellaria abadensis H.F.Xu & Z.H.Ma
- Stellaria × adulterina Focke
- Stellaria alaschanica Y.Z.Zhao
- Stellaria alaskana Hultén
- Stellaria × alpestris (Hartm.) Hartm.
- Stellaria alsine Grimm – bog stitchwort
- Stellaria alsinoides Boiss. & Buhse
- Stellaria altimontana N.S.Pavlova
- Stellaria × ambigua Bég.
- Stellaria amblyosepala Schrenk
- Stellaria amplexicaulis (Hand.-Mazz.) Huan C.Wang & Feng Yang
- Stellaria anagalloides Rupr.
- Stellaria angarae Popov
- Stellaria angustifolia Hook.
- Stellaria antillana Urb.
- Stellaria apetala Ucria
- Stellaria aphanantha Griseb.
- Stellaria aphananthoidea Muschl.
- Stellaria aquatica (L.) Scop.
- Stellaria arenarioides Shi L.Chen, Rabeler & Turland
- Stellaria arvalis Fenzl ex F.Phil.
- Stellaria australis Zoll. & Moritzi
- Stellaria bayanensis L.Q.Zhao & Y.Z.Zhao
- Stellaria bistyla Y.Z.Zhao
- Stellaria blatteri Mattf.
- Stellaria borealis Bigelow
- Stellaria brachypetala Bunge
- Stellaria bungeana Fenzl
- Stellaria calycantha
- Stellaria celsa
- Stellaria chilensis
- Stellaria chinensis
- Stellaria cilicica
- Stellaria circinata
- Stellaria concinna
- Stellaria congestiflora
- Stellaria corei
- Stellaria crassifolia
- Stellaria crispa
- Stellaria cryptantha
- Stellaria cryptopetala
- Stellaria cuonaensis
- Stellaria cupaniana
- Stellaria cuspidata
- Stellaria darvasievii
- Stellaria davurica
- Stellaria debilis
- Stellaria decipiens
- Stellaria decumbens
- Stellaria delavayi
- Stellaria depauperata
- Stellaria depressa
- Stellaria dianthifolia
- Stellaria dichotoma
- Stellaria dicranoides
- Stellaria discolor
- Stellaria edwardsii
- Stellaria emirnensis
- Stellaria erlangeriana
- Stellaria eschscholtziana
- Stellaria fennica
- Stellaria fenzlii
- Stellaria filicaulis
- Stellaria filiformis
- Stellaria fischeriana
- Stellaria flaccida
- Stellaria gracilenta
- Stellaria graminea
- Stellaria gyangtseensis
- Stellaria gyirongensis
- Stellaria gyirongensis
- Stellaria hebecalyx
- Stellaria henryi
- Stellaria hintoniorum
- Stellaria holostea
- Stellaria howardii
- Stellaria humifusa
- Stellaria imbricata
- Stellaria infracta
- Stellaria inundata
- Stellaria irazuensis
- Stellaria irrigua
- Stellaria jacutica
- Stellaria koelzii
- Stellaria kolymensis
- Stellaria krylovii
- Stellaria laeta
- Stellaria lanata
- Stellaria lanipes
- Stellaria laxmannii
- Stellaria leptoclada
- Stellaria littoralis
- Stellaria longifolia
- Stellaria longipes
- Stellaria mainlingensis
- Stellaria mannii
- Stellaria media
- Stellaria merzbacheri
- Stellaria miahuatlana
- Stellaria minuta
- Stellaria minutifolia
- Stellaria montioides
- Stellaria multiflora
- Stellaria multipartita
- Stellaria neglecta
- Stellaria nemorum
- Stellaria nepalensis
- Stellaria nipponica
- Stellaria nitens
- Stellaria nubigena
- Stellaria obtusa
- Stellaria omeiensis
- Stellaria ovata
- Stellaria ovatifolia
- Stellaria oxycoccoides
- Stellaria palustris
- Stellaria papillata
- Stellaria parviflora
- Stellaria parviumbellata
- Stellaria patens
- Stellaria pauciflora
- Stellaria pedersenii
- Stellaria peduncularis
- Stellaria pentastyla
- Stellaria persica
- Stellaria petiolaris
- Stellaria pilosoides
- Stellaria pinvalliaca
- Stellaria polyantha
- Stellaria porsildii
- Stellaria procumbens
- Stellaria pterosperma
- Stellaria pubera
- Stellaria pulvinata
- Stellaria pungens
- Stellaria pusilla
- Stellaria radians
- Stellaria recurvata
- Stellaria reticulivena
- Stellaria rigida
- Stellaria roughii
- Stellaria ruderalis
- Stellaria ruscifolia
- Stellaria salicifolia
- Stellaria sanjuanensis
- Stellaria sarcophylla
- Stellaria scaturiginella
- Stellaria schischkinii
- Stellaria semivestita
- Stellaria sennii
- Stellaria serpens
- Stellaria sessiliflora
- Stellaria sibirica
- Stellaria sikaramensis
- Stellaria sikkimensis
- Stellaria sitchana
- Stellaria soongorica
- Stellaria souliei
- Stellaria strongylosepala
- Stellaria tetrasticha
- Stellaria tibetica
- Stellaria tomentella
- Stellaria turkestanica
- Stellaria uchiyamana
- Stellaria uda
- Stellaria venezuelana
- Stellaria vestita
- Stellaria viridifolia
- Stellaria wallichiana
- Stellaria weddellii
- Stellaria williamsiana
- Stellaria winkleri
- Stellaria xanthospora
- Stellaria yungasensis
- Stellaria yunnanensis
- Stellaria zangnanensis
- Stellaria zhuxiensis